# 왕귀인
왕귀인(王貴人)은 《봉신연의(封神演義)》에서 나오는 가공 인물로, 옥석으로 만든 오래된 비파(琵琶)의 정령이다. 옥석비파정(玉石琵琶精)이라고도 한다.

## 봉신연의에서의 왕귀인
달기(妲己)의 동생이자 호희미(胡喜媚)의 언니로, 여와(女媧)를 섬기고 있었다. 하지만 주왕(紂王)이 여와의 궁전에서 여와를 능멸하는 시를 쓴 것을 보고는 분노한 여와의 밀명으로 달기, 호희미와 함께 주왕을 유혹한 뒤 폭정을 일삼도록 해 상나라가 멸망하는 계기를 제공한다.
이후 점술사로 일하던 강자아(姜子牙)에게 점을 치러 갔다가 정체를 알아 챈 강자아에게 공격을 당해 쓰러진 뒤 시체처럼 보이도록 연기하였으나, 이를 간파한 강자아와 함께 주왕이 있는 궁으로 들어갔다. 그곳에서 강자아는 시체 연기를 하고 있던 왕귀인을 불태워 정체가 비파인 요괴인 것을 공개했다.
그 뒤 달기의 기지로 건설된 녹대(鹿臺)의 지붕에서 일월의 정화와 천지의 영기를 흡수해 다시 부활하게 되며, 역성혁명(易姓革命)이 끝난 이후에는 강자아에게 붙잡혀 달기, 호희미와 함께 처형당했다.